# Lecane kutikowa
Lecane kutikowa är en hjuldjursart som beskrevs av Koste 1972. Lecane kutikowa ingår i släktet Lecane och familjen Lecanidae. Inga underarter finns listade i Catalogue of Life.